# IC 5202
IC 5202 — галактика типу SBc () у сузір'ї Тукан.
Цей об'єкт міститься в оригінальній редакції індексного каталогу.